# Esther Henseleit
Esther Henseleit, née le 14 janvier 1999 à Varel, est une golfeuse professionnelle allemande qui joue sur le circuit européen. Lors des Jeux olympiques de Paris en 2024, elle remporte la médaille d'argent derrière la Néo-zélandaise Lydia Ko et devant la Chinoise Xiyu Lin.

## Palmarès

### Jeux olympiques
- Jeux olympiques d'été de 2024 à Paris :
  -  Médaillée d'argent.

### Victoires sur le Tour européen (2)
| Place | Date            | Tournoi                   | Score                   | Écart de victoire | Finaliste              |
| ----- | --------------- | ------------------------- | ----------------------- | ----------------- | ---------------------- |
| 1     | 8 décembre 2019 | Magical Kenya Ladies Open | −14 (69-70-71-64 = 274) | 1 coup            | Aditi Ashok            |
| 2     | 13 février 2022 | Magical Kenya Ladies Open | −2 (74-73-69-70 = 286)  | 1 coup            | Marta Sanz Barrio (en) |